# Cheniménil
Cheniménil är en kommun i departementet Vosges i regionen Grand Est (tidigare regionen Lorraine) i nordöstra Frankrike. Kommunen ligger i kantonen Bruyères som tillhör arrondissementet Épinal. År 2022 hade Cheniménil 1 227 invånare.

## Befolkningsutveckling
Antalet invånare i kommunen Cheniménil
| Referens: INSEE |